# Bergüzar Korel
Bergüzar Korel (2. rujna 1982. – Istanbul, Turska) turska je televizijska i kazališna glumica.

## Životopis
Bergüzar je rođena u Istanbulu, gdje je provela djetinjstvo. Pohađala je Nilüfer Hatun İlköğretim Okulu i Star College. Maturirala je na Mimar Sinan Üniversitesi Devlet Konservatuarı Tiyatro Bölümünü. Vrlo je voljela odbojku i bila je članica mnogih profesionalnih klubova. Tijekom školovanja, sudjelovala je u mnogim kratkim filmovima.
Korel se između ostalog djeluje i u društveno odgovornim projektima kao što su "Yapi Kredi" i "TEGV" te sudjeluje u organizaciji dječjeg uličnog kazališta.
U slobodno vrijeme bavi se odbojkom, klizanjem na ledu, jedrenjem na dasci i plesom. 

## Privatni život
U 2009 udala se za kolegu glumca Halita Ergença kojeg je upoznala prilikom snimanja Tisuću i jedna noć. Dočekali su u veljači 2010. svoje prvo dijete, dječaka po imenu Ali.

## Filmografija
- Karadayi kao Feride Şadoğlu  (2012.)
- Sulejman_veličanstveni kao Monica Terese ( 2011. – 2012.)
- Beskrajna pjesma kao Feraye (2010.)
- Igra ljubavi kao Gözde (2009.)
- Tisuću i jedna noć kao Šeherezada Evliyaoğlu (2006. – 2009.)
- Dolina vukova: Irak kao Leyla (2006.)
- Bijeli show kao Bergüzar Korel
- Maslinova grančica kao Iklim (2005.)